# Quello che nascondono i tuoi occhi
Quello che nascondono i tuoi occhi (Lo que escondían sus ojos) è una miniserie televisiva spagnola del 2016 trasmessa dal 22 novembre al 20 dicembre 2016 su Telecinco. È basata sul romanzo omonimo di Nieves Herrero.
In Italia, la miniserie è andata in onda dal 3 al 15 gennaio 2017 su Canale 5.

## Trama
La marchesa consorte di Llanzol, María Sonsoles, un tempo aveva tutto: bellezza, ricchezza e un'ottima posizione sociale. Ramón Serrano Súñer, cognato di Francisco Franco e ministro degli affari esteri, era uno degli uomini più potenti del regime franchista. Tra la marchesa e il ministro sin da subito c'è attrazione, un'attrazione alla quale sarà impossibile resistere per entrambi. I due ebbero una storia clandestina nella Spagna del dopoguerra (in un momento in cui la guerra civile aveva devastato il paese e i nazisti e gli alleati cercavano l'appoggio della nazione agli albori della seconda guerra mondiale) che li coinvolse in modo appassionante e molto travolgente.
Il loro era un amore impossibile, in quanto entrambi erano già sposati e avevano famiglia, e per i costumi dell'epoca, una relazione di questo tipo  era scandalosa. Da questo amore proibito nascerà una figlia, Carmen.
La vicenda si svolge in due location distinte: San Sebastián e Madrid. Il ministro e la marchesa si conobbero a Madrid, durante una festa dell'alta società, e tra i due subito scoccò qualcosa. La loro relazione fu inizialmente "ostacolata" dalle resistenze della marchesa, la quale non voleva lasciarsi travolgere in un'avventura simile in quanto ben sapeva i rischi a cui sarebbe andata incontro nel momento in cui questa relazione fosse stata scoperta, ma nonostante ciò cede al fascino e alle avance del ministro e s'incontrano per la prima volta in un appartamento, dove consumano appassionatamente il loro amore. Da questo momento in poi per i due sarà difficile rimanere separati e infatti s'incontreranno diverse volte sempre nello stesso posto, fino a che in tutta Madrid inizieranno a sorgere dei rumori sulla loro presunta relazione.
La marchesa, spaventata da ciò e dalle conseguenze che ne sarebbero potute derivare, decide d'interrompere la relazione con il ministro. I due non resteranno separati per molto, in quanto la marchesa si allontana da Madrid per far cessare i rumori, e va in Francia da un suo amico stilista (Cristóbal Balenciaga, interpretato da Javier Rey). Per andare in Francia necessitava di passaporto, che bisognava richiedere al ministro degli affari esteri, il quale glielo concede ma fa in modo di sapere dove avrebbe alloggiato la marchesa per poterla andare a trovare. 
Una volta giunta a Parigi, la marchesa, intenta a farsi un bagno sente aprirsi la porta e vede entrare il ministro, il quale senza esitare la raggiunge nella vasca da bagno. Dopo il rientro a Madrid, la Sonsoles, in seguito a un malessere, si reca presso un medico e apprende di essere incinta. Rientrata a casa, cerca di sedurre il marito per avere un rapporto sessuale (i due non avevano rapporti sessuali da ormai 5 mesi per volontà della marchesa) ma il marchese non può a causa di una medicazione.
Alcuni giorni dopo si svolge l'annuale festa in maschera di fine anno (la noche vieja, ossia la vigilia di Capodanno) durante la quale la Sonsoles comunica al ministro di aspettare un figlio da lui e gli propone di scappare e ricominciare una vita insieme, ma il ministro rifiuta facendole intendere che non ha mai avuto intenzione di avere una relazione seria con lei.
La Sonsoles, disperata e in preda alla paura, inizia a dare segni di malessere che culminano nel suo svenimento al centro della sala da ballo. Il marchese, preoccupato, chiama subito il medico, ed apprende che la moglie è in dolce attesa, ma non di lui.
La scena successiva si apre nella location estiva di San Sebastián, diciassette anni dopo.
La figlia del ministro e della marchesa, Carmen (Charlotte Vega), ormai diciassettenne, ha una relazione segreta con il figlio maggiore del ministro: i due ignorano di essere fratelli. Rolo (David Solans) e Carmen si vedono giorno dopo giorno sempre più innamorati, finché pensano di fare una sorpresa ai genitori, comunicandogli di voler sposarsi. Appena i genitori lo vengono a sapere fanno di tutto per separarli senza dirgli la verità, ma alla fine sono costretti a farlo.
La reazione di Carmen è drastica: la ragazza decide di farsi suora di clausura, rivolgendo nell'ultima scena parole di disprezzo e molto taglienti alla madre in lacrime per la perdita della figlia e per l'aver compreso i suoi errori di gioventù.

## Puntate
In Spagna le puntate della miniserie sono 4 della durata di 75 minuti circa ciascuna, mentre in Italia sono state rimontate in 3 puntate da 100 minuti circa ciascuna, senza eliminare nessuna scena. 
| nº | Titolo originale           | Titolo italiano | Prima TV Spagna  | Prima TV Italia     |
| -- | -------------------------- | --------------- | ---------------- | ------------------- |
| 1  | Dos mundos opuestos        | Puntata 1       | 22 novembre 2016 | 3 gennaio 2017      |
| 2  | A corazón abierto          | Puntata 2       | 29 novembre 2016 | 3 e 6 gennaio 2017  |
| 3  | Un secreto a voces         | Puntata 3       | 13 dicembre 2016 | 6 e 15 gennaio 2017 |
| 4  | El mundo en nuestra contra | Puntata 4       | 20 dicembre 2016 | 15 gennaio 2017     |

## Personaggi e interpreti

### Principali
- María Sonsoles de Icaza y de León, interpretata da Blanca Suárez
Marchesa consorte di Llanzol.
- Ramón Serrano Súñer, interpretato da Rubén Cortada.
- Francisco de Paula Díez de Rivera, interpretato da Emilio Gutiérrez Caba
V Marchese di Llanzol.
- Carmen Díez de Rivera (puntate 1 e 4), interpretata da Charlotte Vega.
- Ramón "Rolo" Serrano-Suñer Polo (puntata 4), interpretato da David Solans.
- Zita Polo y Martínez Valdés, interpretato da Loreto Mauleón.
- María del Carmen Polo y Martínez-Valdés, interpretata da Pepa Aniorte.
- Matilde, interpretata da Pepa Rus.
- Cristóbal Balenciaga, interpretato da Javier Rey.
- Antonio Tovar Llorente, interpretato da Víctor Clavijo.
- Dionisio Ridruejo Jiménez, interpretato da Antonio Pagudo.
- Beatriz de León y Loynaz, interpretata da Cristina de Inza.
- María Carmen de Icaza y de León, interpretata da Verónika Moral.
- Samuel Hoare, interpretato da Ben Temple
- Purificación "Pura" Huétor, interpretata da Belinda Washington.
- Juan (puntate 1 e 3), interpretato da Ricardo de Barreiro.
- Olivia (puntate 1 e 3), interpretata da Carolina Meijer.
- Hilde (puntate 1 e 3), interpretata da Aïda Ballmann.

### Secondari
- Francisco Franco Bahamonde, interpretato da Javier Gutiérrez Álvarez.
- Emilio Torres (puntate 1 e 3), interpretato da Carlos Santos.
- Sonsoles Díez de Rivera, interpretata da Sara Vidorreta.
- Joachim von Ribbentrop, interpretato da Christian Stamm.